# 旭川市大雪クリスタルホール
1. ・音楽堂 ホール内観（客席から見たステージ）
2. ・音楽堂 ホール内観（ステージから見た客席）
3. ・エントランスホール
4. ・ホワイエ 等

旭川市大雪クリスタルホール（あさひかわしたいせつクリスタルホール）は、北海道旭川市にある複合施設（社会教育施設）。旭川市博物館、旭川市音楽堂、旭川市国際会議場によって構成される。「優良ホール100選」選定。

## 概要
1993年（平成5年）に、芸術・文化の振興を目的として開館した。
旭川市博物館
博物館の常設展示室は、1階・地下階の2層構造になっており、アイヌや屯田兵の住居を復元しているほか、旭川と周辺地域の歴史・文化・自然についての資料を展示している。
旭川市音楽堂
音楽堂は、ホール自主文化事業公演はじめ、市民が音楽堂で開催するコンサート運営をボランティアが支援するコンサートボランティア登録制度、音楽について交流を深める大雪クリスタルホールメイトといった市民参加型の事業を推進している。
旭川市国際会議場
国際会議場は、最大300名収容の大会議室があり、6か国語に対応できる同時通訳設備を有している。
前庭には開拓のために流した先人の汗と涙を、雪の結晶（クリスタル）にデザインしたモニュメントがあるほか、公園（クリスタルパーク）が隣接している。周辺には旭川大雪アリーナ、神楽市民交流センター、道北地域旭川地場産業振興センター（道の駅あさひかわ）がある。

## 歴史
旭川市博物館は、1952年（昭和27年）に花咲町で開館した旭川市郷土資料館が前身であり、翌年「博物館法」によって登録認可された。1968年（昭和43年）に4区1条1丁目（旧旭川偕行社、現在の中原悌二郎記念旭川市彫刻美術館）に移転。1993年（平成5年）、旭川市大雪クリスタルホール内移転の際に、名称を旭川市博物館とした。2008年（平成20年）に常設展示室1階をアイヌ文化の紹介を中心とした展示にリニューアルした。附属施設の茶室は、1950年（昭和25年）開催の『北海道開発大博覧会』の際に現在の5条通11丁目にあった旧市立図書館の敷地内に岡田英斎の手により建設。京都の裏千家淡淡斎が北海道の自然から「晴雪」（せいせつ）と名づけた。その後は常磐公園に移築され、1968年（昭和43年）に4区1条1丁目（旧旭川偕行社、現在の中原悌二郎記念旭川市彫刻美術館敷地内）に移築されて旭川市郷土博物館の附属茶室となった。1992年（平成4年）に郷土博物館移転に伴って現在地に移築した。

## 施設
- エントランスホール、ラウンジ、ホワイエ
- 売店（ミュージアムショップ）
- レストラン「シンフォニー」

博物館
- 開館時間：9:00 - 17:00（入館は16:30まで）
- 休館日：10月から5月の第2・第4月曜日（祝日となる場合はその翌日）、年末年始（12月29日から1月3日）、施設点検日
- 常設展示室
- 特別展示室
- 学芸室1（自然系）、学芸室2（人文系）
- 第1収蔵庫、第2収蔵庫、第3収蔵庫
- 荷解室、燻蒸室、洗浄室
- 文献資料室
- 郷土学習室
- ゆきんぽコーナー
- 茶室「晴雪」（附属施設）

音楽堂
- 幅18 m、奥行30 m（うちステージ9 m）、天井高12 m
- シューボックス（靴箱）タイプ
- ステージ（オープン形式、ヒノキ集成材立目張り、シャンデリア5基）
- 客席597席（1階523席、2階74席）
- 第1リハーサル室（定員30名）、第2リハーサル室（定員10名）
- 第1楽屋、第2楽屋、第3楽屋、第4楽屋

国際会議場
- 大会議室
  - 間口12.9 m、奥行22.8 m、天井高6 m
  - 定員（長机スクール方式180名、椅子シアター方式300名）
  - ステージ（昇降床（幅12.6 m、奥行4.5 m））
- レセプション室
  - 間口9 m、奥行19 m、天井高4 mほかパントリー
  - 定員（長机スクール方式90名、椅子シアター方式150名、立食方式100名）
- 小会議室
  - 第1会議室（間口5.2 m、奥行7.7 m、長机ロの字型8本24名）
  - 第2会議室（間口7.7 m、奥行6 m、長机スクール型9本27名）
  - 第3会議室（間口7.7 m、奥行9 m、長机スクール型15本45名）
  - 第4会議室（応接ソファー8名）
  - 特別室（応接ソファー8名）

## アクセス
- 北海道旅客鉄道（JR北海道）旭川駅から車で約5分・徒歩約10分
- 旭川電気軌道・道北バス「大雪クリスタルホール前」「神楽4条7丁目（大雪アリーナ前）」バス停下車
- 道央自動車道旭川鷹栖ICから車で約25分
- 旭川空港から車で約40分